# Galium acutum
Galium acutum är en måreväxtart som beskrevs av Michael Pakenham Edgeworth. Galium acutum ingår i släktet måror, och familjen måreväxter.

## Underarter
Arten delas in i följande underarter:
- G. a. acutum
- G. a. himalayense